# ランボルギーニ・ハラマ
ハラマ（Jarama ）は、イタリアの自動車メーカー、ランボルギーニが1970年から1976年まで生産したグランツーリスモである。名はスペイン・マドリード郊外にあるハラマ・サーキットに由来する。

## 概要
当初設計を担当したのはランボルギーニ・ミウラに続いてジャンパオロ・ダラーラであった。年間1,000台規模の生産を予定しており、この時点ではボアφ82mm×ストローク62mmのV型12気筒3,929ccの片バンクを利用し大量生産型ランボルギーニ用として開発されていたボアφ82mm×ストローク62mmの直列6気筒1,965ccDOHCエンジンを搭載する予定だった。ボディは鍛造鋼板を溶接して組み立てたセミモノコックで、2+2ながら足元のスペースを切り詰めて操縦席を前進させホイールベースを2,380mmに納めている。1968年4月にダラーラが退職し、設計は次席チーフエンジニアだったパオロ・スタンツァーニが引き継ぎ、イスレロに代わる2+2のグランツーリスモに位置づけを変更されてV型12気筒エンジン搭載となり、充分に熟成された。
車体のスタイリングについては、ミウラ、エスパーダと同様にベルトーネに委ねられ、チーフデザイナーのマルチェロ・ガンディーニが担当した。
1970年3月のジュネーヴ・ショーにおいてデビューした。
ミッドシップ2座のミウラやカウンタックと比較すると地味であり、完全な4シーターのエスパーダほどのスペースはなく、ラインナップ上は中途半端なモデルのように思われたが、実用的な2+2レイアウトを持ちながら2座席のライバル・フェラーリ・365GTB/4の2,400mmよりも更に短いホイールベースを活かして優れた操縦性を持ち、サーキットでは時折ミウラよりも良いタイムを出した。また静かで快適であり、エアコンの効きも良く、故障も少なく運転しやすく、実用性を兼ね備えたスポーツカーであった。ランボルギーニのテストドライバーだったボブ・ウォレスは「ボクの最もお気に入りのクルマだ」「あれこそ本当のランボルギーニだった」と語っている。

## モデル

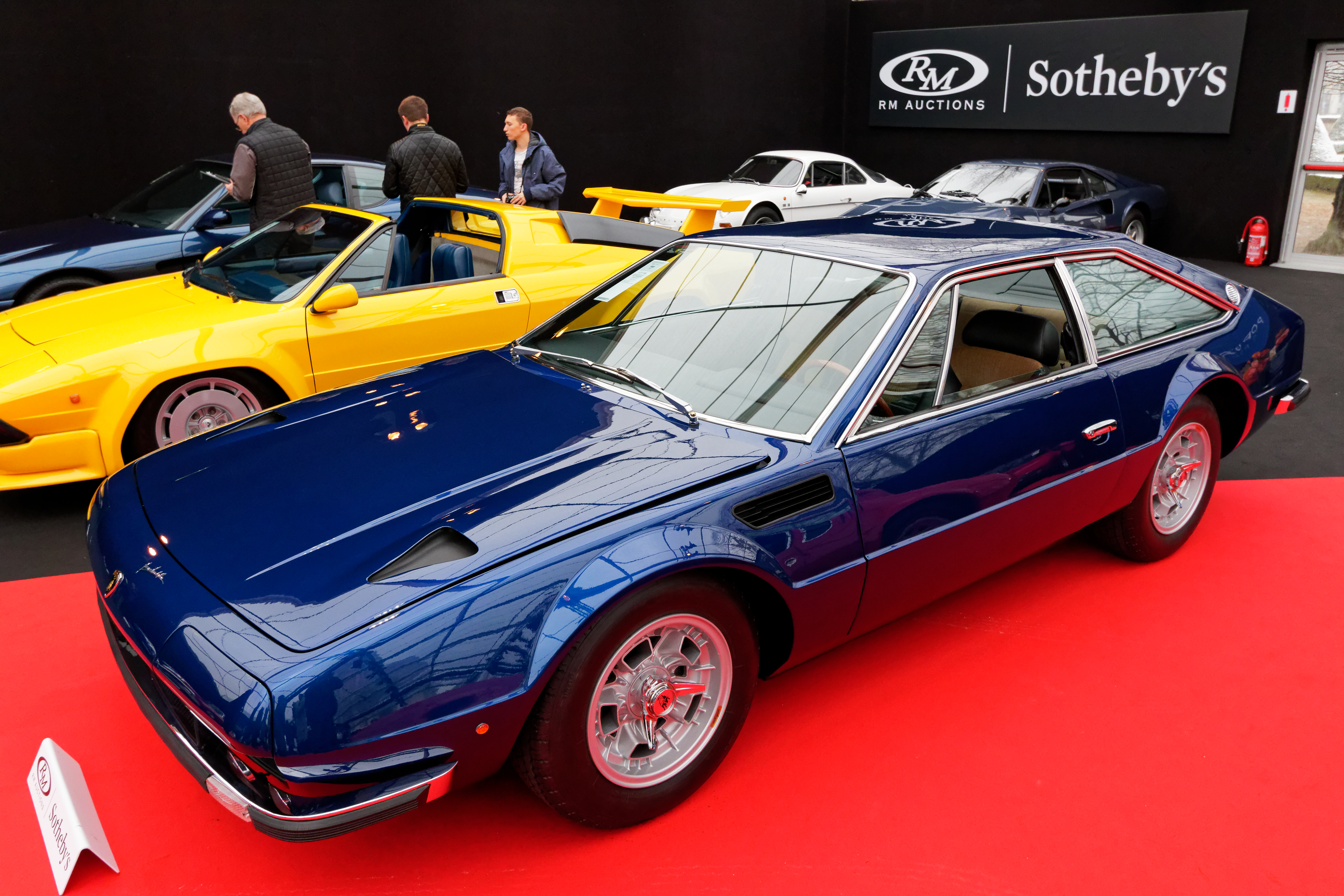
ハラマGTS

GT（1970年～1972年）
当初モデル。排気量は3,929ccで350馬力であったが、V型12気筒エンジンの熱量に対して冷却系統の対策が不充分であったと言われる。
エスパーダ・シリーズIと同じカンパニョーロ製アルミ・ホイールが装着された。生産台数は176台。
GTS（1972年～1976年）
別名：ハラマS
排気量は変えずに圧縮比を高めて365馬力を発生するようにエンジンが強化され、エンジン・ルームの冷却も見直された。
エンジン・フード上にエア・インテーク、サイド・フェンダー上にエア・アウトレットが開けられた。
エスパーダ・シリーズIIと同じアルミ・ホイールが装着された。また、エア・コンディショナーの装備や、クライスラー製3速ATも選択が可能となった。生産台数は152台。

## レース用車両

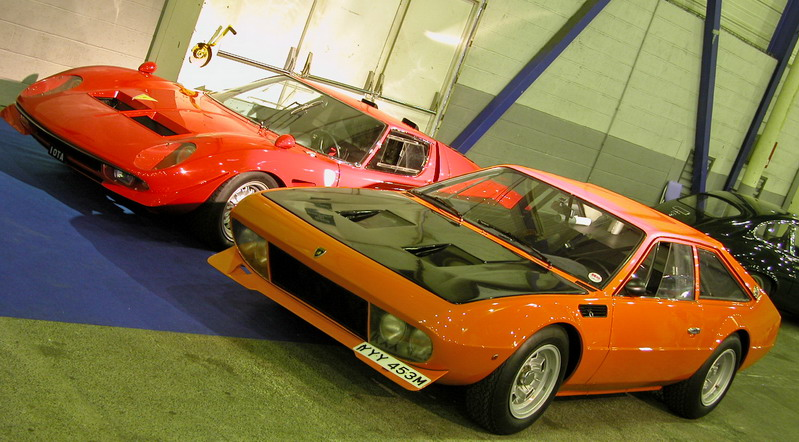
ハラマRSとイオタ

ハラマRS（1973年）
別名：ハラマ・ラリー（Jarama Rally）、RSハラマ、ハラマ・コンペティシオーネ、レーシング・ハラマ。
1973年、テスト・ドライバーのボブ・ウォレスは、ハラマGTSのボディを軽量化し、エンジンと足回りをチューニングしたレース用車両を試作した。重心を中央に寄せるためV12エンジンはキャビン寄りに搭載され、軽量化のためにボディのパネルにはアルミニウムが用いられた。前後のバンパーは外され、ヘッドライトは低い位置に収められ、フロント・スポイラーが装着された。車内にはロールケージが張り巡らされている。